# August Hirt
August Hirt (Mannheim, 29 aprile 1898 – Schluchsee, 2 giugno 1945) è stato un medico nazista, noto per la freddezza disumana con la quale eseguiva i suoi interventi.
Partecipò volontario alla prima guerra mondiale, venendo ferito al naso. Dopo la guerra si laureò in medicina divenendo anatomista di fama e professore universitario.

## Ingresso nelle SS

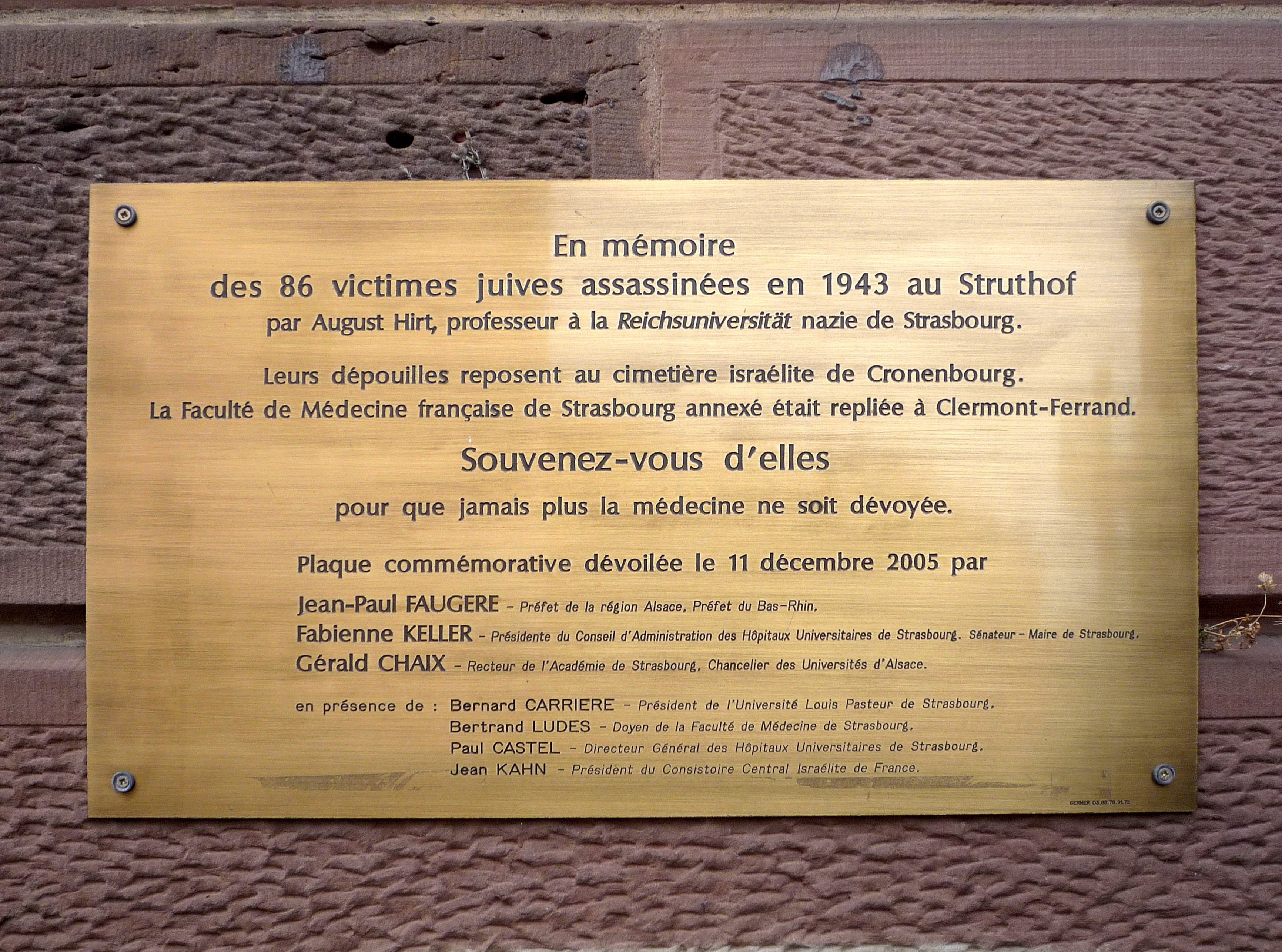
Targa commemorativa presso l'Istituto di Anatomia di Strasburgo. Le 86 vittime ebree vennero selezionate dal prof. August Hirt per delle analisi antropometriche, furono uccise nella camera a gas e successivamente i corpi furono usati per allestire l'esposizione antropologica. Lo storico e antropologo culturale Hans-Joachim Lang dimostrerà che questo inutile pluriomicidio compiuto per uno scopo pseudoscientifico usò donne e uomini di Auschwitz I. Infatti le donne furono selezionate dal blocco 10, e gli uomini dal blocco 21 per un totale di 86 internati

Entrato nelle SS, negli anni quaranta, condusse una serie di ricerche sugli effetti dell'iprite sull'uomo, e dal 1942 usò i prigionieri dei campi di concentramento (in particolare quelli di Natzweiler-Struthof) come cavie.
Il 9 febbraio del 1942 scrisse una lettera ad Heinrich Himmler intitolata "Rapporto sull'acquisizione di crani di commissari bolscevichi giudei per lo sviluppo di ricerche scientifiche all'Università di Strasburgo", nella quale affermava che secondo i suoi studi la superiorità o l'inferiorità delle persone poteva essere misurata dalla grandezza del cranio.

## Gli esperimenti su esseri umani
La fondazione Ahnenerbe sotto il Terzo Reich fu una società che organizzava esperimenti umani su prigionieri. Hirt concepì e diresse un progetto per assemblare una collezione di scheletri umani di ebrei ma il progetto seppur iniziato non venne ultimato come nelle intenzioni. Effettuò inoltre esperimenti con cadaveri e possedette una collezione di teschi umani. Nel 1941 divenne direttore dell'Istituto di anatomia di Strasburgo per la quale ideò una collezione di crani di "Giudeo-bolscevichi" come parte delle sue ricerche sulla razza. Secondo Hirt la razza ebraica era ormai prossima all'estinzione e per questo volle assemblare una collezione di campioni ebrei quando ancora fosse possibile. Hirt inviò il suo progetto a Heinrich Himmler scrivendogli al riguardo: "Ci son importanti collezioni di crani di tutte le razze e i popoli ad eccezione degli ebrei, di cui la scienza possiede davvero pochi crani, quindi non è possibile trarre inferenze significative. La guerra nell'est ci ha dato la possibilità di riempire questa lacuna. Abbiamo la possibilità di acquisire un tangibile documento scientifico procurandoci crani di giudeo-bolscevichi che incorporano le disgustose ma peculiari caratteristiche dei subumani".
Con l'approvazione di Himmler, Hirt diede inizio ai suoi "esperimenti medici" con membri della divisione Ahnenerbe quali Wolfram Sievers, Bruno Beger, Hans Fleischhacker selezionando prigionieri dal campo di concentramento di Auschwitz per assemblare la collezione di esemplari ebrei. Hirt propose di usare delle piccole camere a gas nel campo di Natzweiler-Struthof per assassinare le persone selezionate conservando i loro cadaveri intatti per spedirli immediatamente all'istituto di anatomia di Strasburgo per assemblare la collezione.
Hirt riportò che 115 persone vennero selezionate per analisi antropometriche: 79 uomini ebrei, 30 donne ebree, 2 polacchi e 4 "asiatici", scelti tra gli internati di Auschwitz nell'agosto del 1943 dai suoi assistenti dell'Anhenerbe. Il gruppo venne posto in quarantena per proteggerli dal rischio di contrarre l'epidemia di tifo diffusa nel campo. Di coloro inizialmente selezionati si ritenne che 89 persone (60 uomini e 29 donne) vennero trasferiti al campo di Natzweiler-Struthof, di cui tre morirono lungo il tragitto.

### Il campo di concentramento di Natzweiler-Struthof
Queste 86 persone vennero inviate al campo di concentramento di Natzweiler-Struthof il 30 luglio del 1943 venendo nutriti adeguatamente per favorirne l'aspetto fisico. Suddivisi in quattro gruppi vennero successivamente uccisi nelle camere a gas da Josef Kramer dall'11 al 19 agosto di quell'anno. I loro corpi vennero restituiti a Hirt presso il laboratorio dell'università Strasburgo per allestirne l'esposizione antropologica.
Il 23 ottobre dello stesso anno fece un ulteriore esperimento cospargendo numerosi prigionieri di iprite, e per scoprire con certezza gli effetti del veleno ordinò che nessuna assistenza fosse data alle cavie: la morte di quasi tutti i suoi "pazienti" lo indusse l'11 settembre del 1943 a comunicare ad Adolf Hitler che avrebbe eseguito delle prove anche con il fosgene, ma stavolta con maggior vigore.
Nel settembre del 1944, con l'approssimarsi degli Alleati il progetto della collezione dovette essere rapidamente abbandonato e Himmler ordinò la distruzione di ogni traccia della compromettente collezione. Hirt decise di non seguire l'ordine, non avendo ancora allestito il progetto come voluto. Durante la liberazione di Strasburgo gli Alleati ritrovarono gli scheletri dei prigionieri nonché parti anatomiche di 86 diversi cadaveri preservate sotto formalina. I corpi vennero seppelliti il 23 ottobre del 1945 nel cimitero municipale della città prima di venir trasferiti al cimitero ebraico di Strasburgo-Cronenbourg nel 1951. I nomi delle vittime rimasero sconosciuti e il motivo della loro presenza presso l'istituto anatomico era ignoto. Le informazioni cominciarono a trapelare successivamente in base ai resoconti dei processi riguardanti i collaboratori di Hirt.

## Ultimi giorni
Sentendo ormai prossima la sconfitta e la fine della guerra, August Hirt fuggì da Strasburgo nel settembre 1944 nascondendosi a Tubinga nel sud della Germania. Hirt si suicidò il 2 giugno del 1945 all'età di 47 anni presso Schluchsee, nel Baden-Württemberg, nella Foresta Nera. Il suo suicidio non era ancora noto quando venne condannato in absentia per crimini di guerra al Processo di Metz del 23 dicembre 1953. La sua morte venne confermata solo a metà degli anni settanta dai servizi segreti israeliani che esumarono e riconobbero le sue ossa.

## Curiosità
- Il personaggio interpretato da Ugo Tognazzi in Porcile (1969) di Pier Paolo Pasolini, risulta esplicitamente ispirato alla famigerata figura di Hirt.